# Stenoma macraulax
Stenoma macraulax es una especie de polilla del género Stenoma, orden Lepidoptera.
Fue descrita científicamente por Meyrick en 1930.

## Distribución
Esta especie habita en Brasil.